# Valencia Atracción
Valencia Atracción fue una revista editada en la ciudad española de Valencia entre 1926 y 1986.

## Descripción
Editada en Valencia e impulsada por la Sociedad Valenciana de Fomento del Turismo, su primer número apareció en 1926. Estuvo suspendida entre 1936 y 1945, a raíz de la guerra civil. Entre sus directores se contaron nombres como los de Antonio Royo Ample o, ya durante la dictadura franquista y por más de dos décadas y hasta su muerte, Francisco Almela y Vives, entre 1945 y 1967. En 1980 publicó un número sobre el escritor Max Aub. Cesaría su publicación en 1986 o 1987.